# Processo ai topi di Burgdof
Processo ai topi di Burgdof è un racconto fantasy-giallo, scritto da Peter Coolback, e facente parte della serie di libri per ragazzi intitolata Mukka Emma. Il libro, terzo della serie di circa otto, narra le vicende di Mukka Emma, la mucca protagonista, un'investigatrice svizzera che questa volta, con i suoi amici avrà a che fare con un giallo soprannaturale che porterà alla scoperta di topi imprigionati per anni.

## Trama
Mukka Emma è molto agitata per il suo compleanno; anche perché la brava cuoca, sua sorella, le ha promesso di preparare squisite meringate alla panna, ma ad un certo punto sua sorella scomparirà. Mukka Emma dovrà assolutamente investigare; e alla fine scoprirà, con l'aiuto di Baren, Berth e le altre sorelle, una storia antica che cela risposta a tutto il mistero.